# Mycotrupes pedester
Mycotrupes pedester là một loài bọ cánh cứng trong họ Geotrupidae. Loài này được Howden in Olson, Hubbell & Howden miêu tả khoa học năm 1954.